# Destelbergen

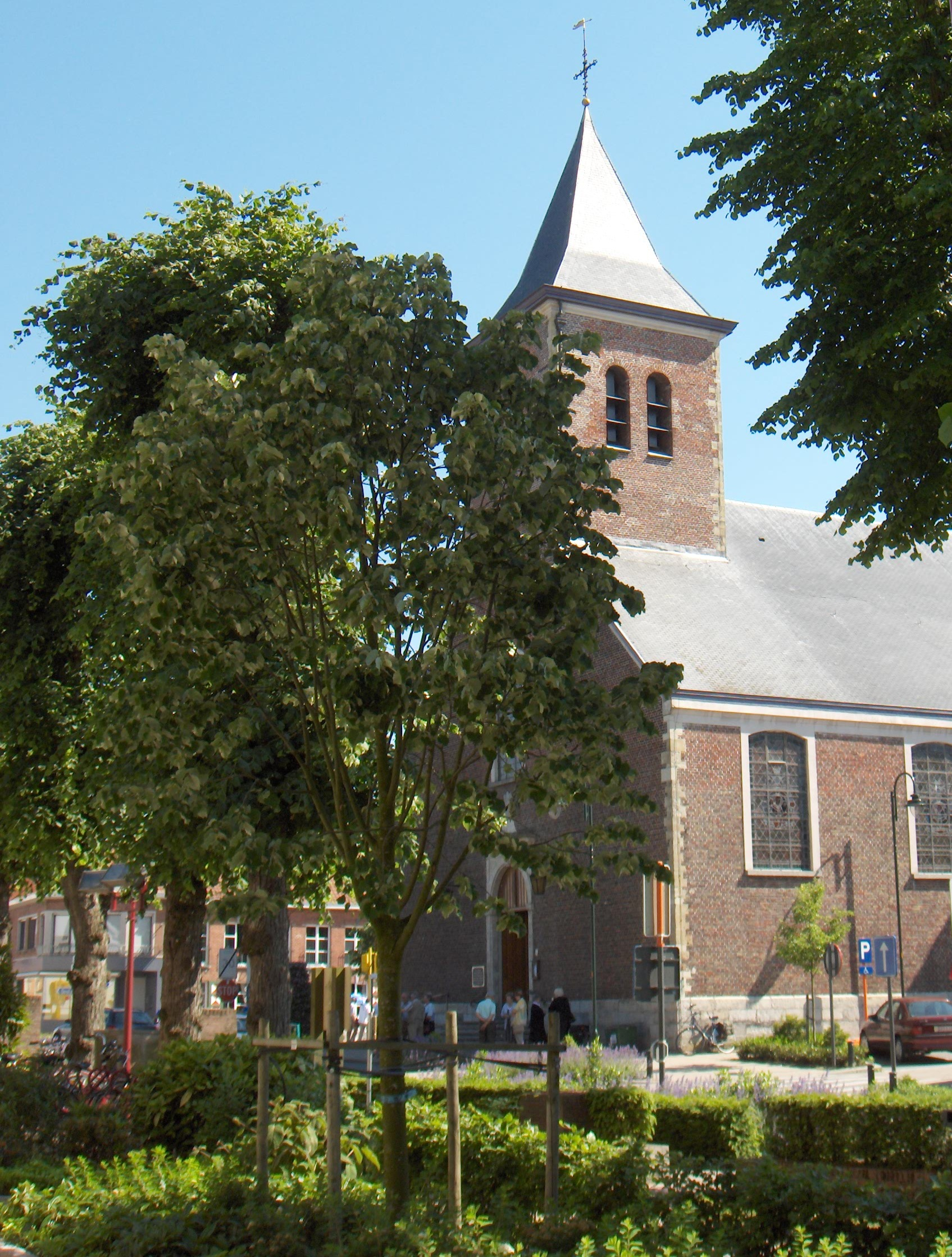
Igreja de Destelbergen

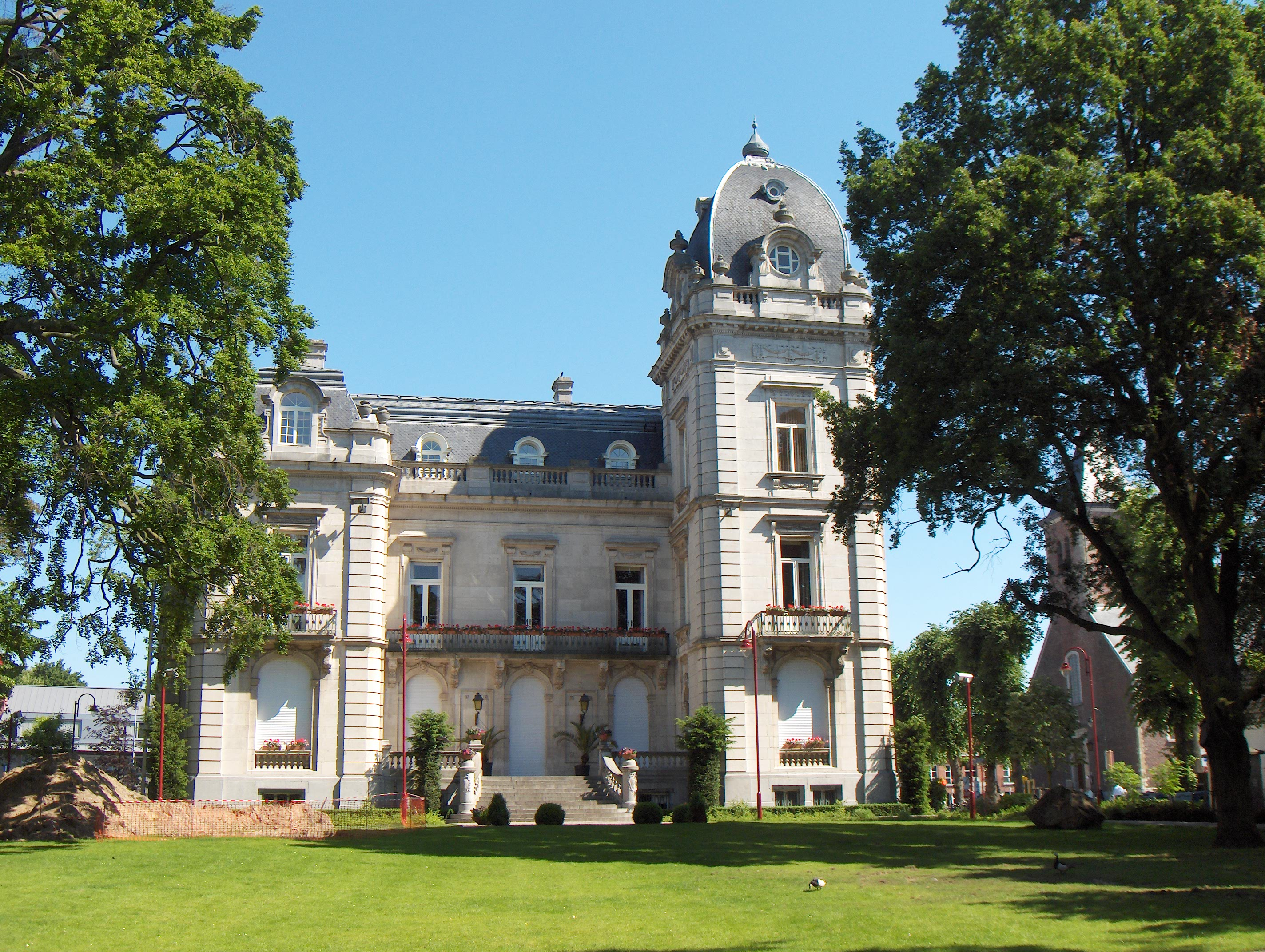
Edifício da câmara municipal/prefeitura de Destelbergen.

Destelbergen é um município belga da província de Flandres Oriental. O município compreende as vilas de Destelbergen e Heusden. Em 1 de Janeiro de 2011, o município tinha uma população de 17.636 habitantes, uma área total de 26,56 km² e uma correspondente densidade populacional de 664 habitantes por km².

## Deelgemeenten
Destelbergen tem duas deelgemeenten: Destelbergen e Heusden (Bélgica).
O município confina com as seguintes deelgemeenten:
- a. Lochristi;
- b. Beervelde (Lochristi)
- c. Laarne
- d. Wetteren
- e. Melle
- f. Gentbrugge (Ghent)
- g. Sint-Amandsberg (Ghent)
- h. Oostakker (Ghent)

### Mapa

Mapa do município de Destelbergen e localidades vizinhas.

### Tabela
| #  | Nome         | Superfície | População |
| -- | ------------ | ---------- | --------- |
| I  | Destelbergen | 12,50      |           |
| II | Heusden      | 14,06      |           |

## Evolução demográfica
- Fonte:NIS - Opm:1806 t/m 1970=população a 31 Dezembro; 1921= população a 31 dezembro; censo 1977= população em 1 Janeiro
- 1921: perdeu Beervelde para Lochristi (-6,70 km² e 1300 habitantes)
- 1977: anexou o antigo município de Heusden (+14,13 km² e 6696 habitantes)